# Losa de piedra

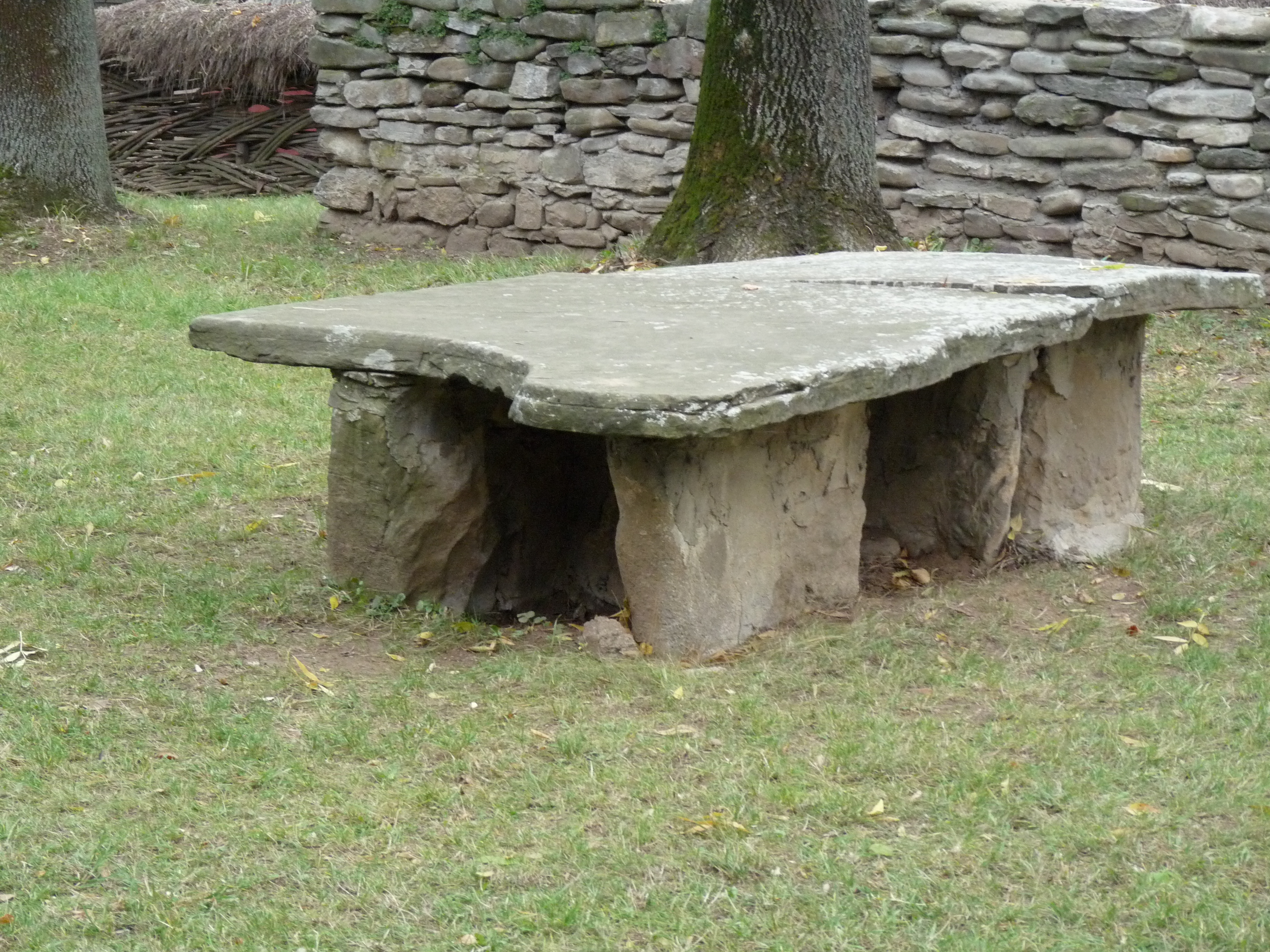
Mesa de piedra con dos losas.

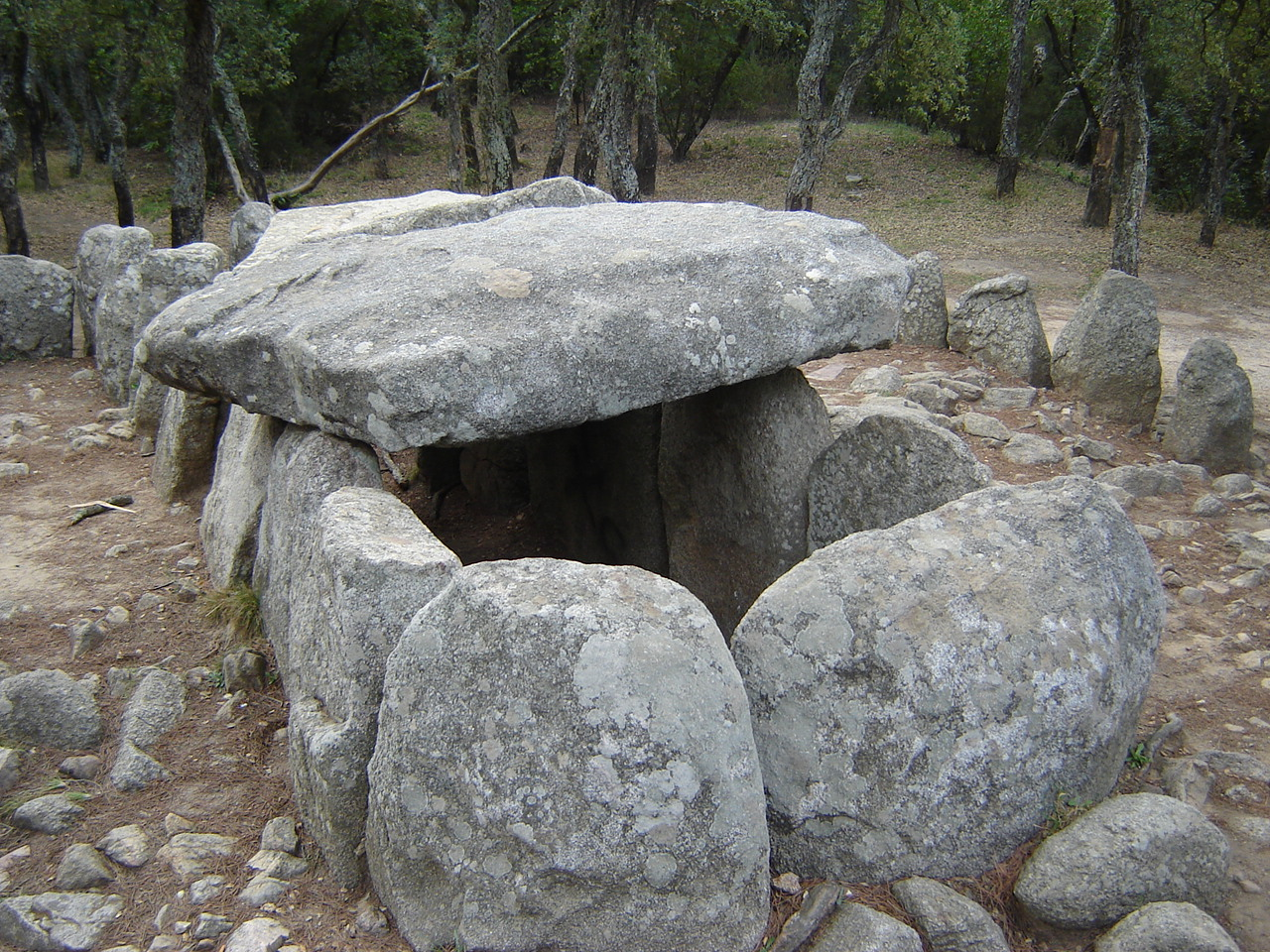
Dolmen empolla de en Gamo a Romanyà de la Selva (Bajo Ampurdán).

Una losa es una piedra grande, plana y de poco grosor, que generalmente se usa para pavimentar suelos, para alicatar paredes y como lápidas de sepulcros.
Otras definiciones precisan algo más el significado:
- Piedra grande plana y de poco grosor.[2]
- Piedra plana, relativamente delgada, de forma rectangular o casi rectangular...[3]

## Losas usadas en losdólmenes
En muchos dólmenes hay una o más losas de piedra de grandes dimensiones. Su arquitectura a menudo incluye un pasillo de acceso que puede ser construido de losas de piedra o piedras secas. La cámara funeraria, con formas variables (rectangular, poligonal, oval, circular...) también puede estar precedida por una antesala. En algunos dólmenes, la entrada tiene una puerta tallada en una o más losas de piedra verticales.

## Las losas en la construcción

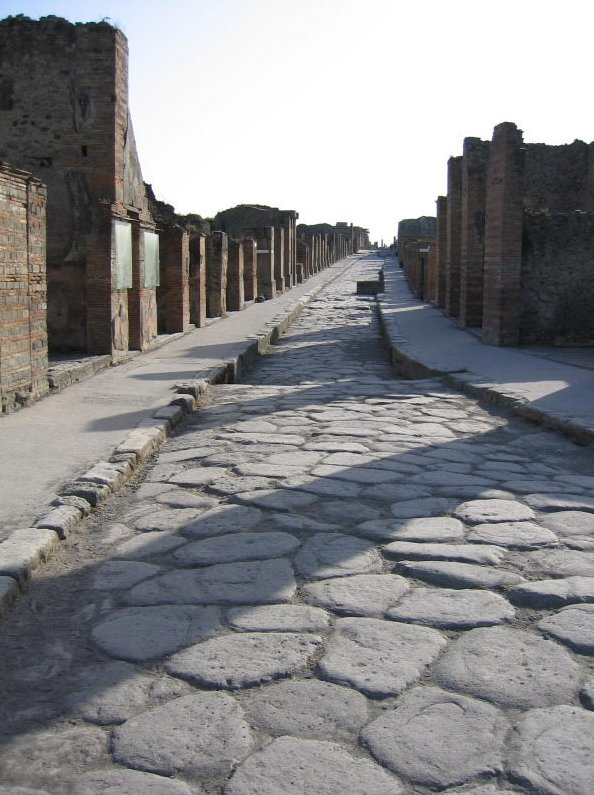
Calle de Pompeya con suelo de losas

Las aplicaciones principales de las losas como material de construcción son para hacer pavimentos y en la construcción de tejados. Pero pueden ser empleadas para otros usos. Así se pueden usar para:
- Balcones formados a partir de una losa
- Construcciones de piedra seca: muros, cobertizos, cabañas.
- Algunos hogares de fuego una losa forma la base del hogar: la losa de fuego.
- Altares de tipo religioso el ara del altar puede ser una losa, más o menos elaborada o en estado natural.
- Mesas rústicas.
- Tejados (losetas de pizarra).[6][7][8]

## Las losas en la gastronomía
Un sistema de cocinar los alimentos es “a la losa”. De manera parecida a los sistemas de “a la plancha” o “a la parrilla”, en el procedimiento de cocer a la losa los alimentos curso (carne, pescado, verduras,...) se ponen sobre una losa caliente encima del fuego. Con aceite, mantequilla o manteca y todos los aditaments con que se quiera aliñar la teca.
- Este sistema era más bien popular en zonas de los Pirineo y a menudo practicado por labradores y pastores. Actualmente se puede considerar incorporado a la gastronomía de todos el niveles.[11][12][13]
- La mismo losa de cocinar puede emplearse, a veces, para servir . Sacándola del fuego y llevándola a la mesa. O usándola directamente como plato. Al conservar la losa el calor más que otros enseres se puede disfrutar de alimentos a una temperatura más alta y durante más tiempo.

## Losas sepulcrales

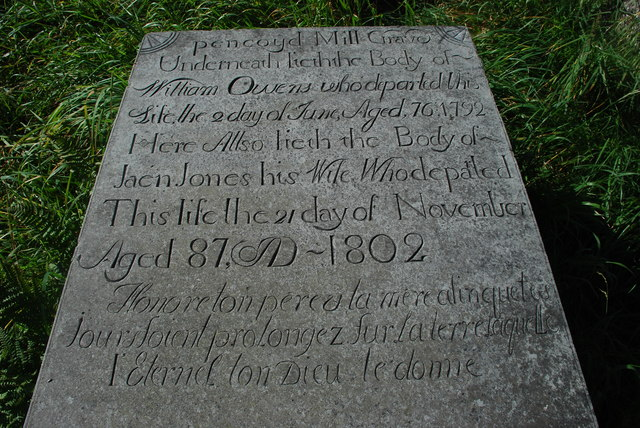
Losa multilingüe: Galés, Inglés, Francés

Desde épocas prehistóricas hay ejemplos de tumbas cubiertas con una losa de piedra. Losa en estado natural o trabajada. Este uso como tapa de sepulcro extendió el concepto de la losa natural a la variante de lápida funeraria plana, delgada y pulida. Ejemploː la losa de la tumba del rey "Pere el Gran", que pesa 900kg
Las losas suelen llevar inscripciones. La información sobre la losa tradicionalmente  incluye el nombre del difunto y su fecha de nacimiento y muerte. Las inscripciones se colocan generalmente en el lado frontal de la losa pero también en algunos casos en el reverso y alrededor de los bordes de la propia piedra, ya que algunas familias solicitan que se haga una inscripción en la parte oculta de la losa (orientada hacia el suelo). Aparte del nombre, algunas losas también tienen epitafios en elogio del difunto o citas de textos religiosos, como "Requiescat in pace".

## Losas para hacer la colada

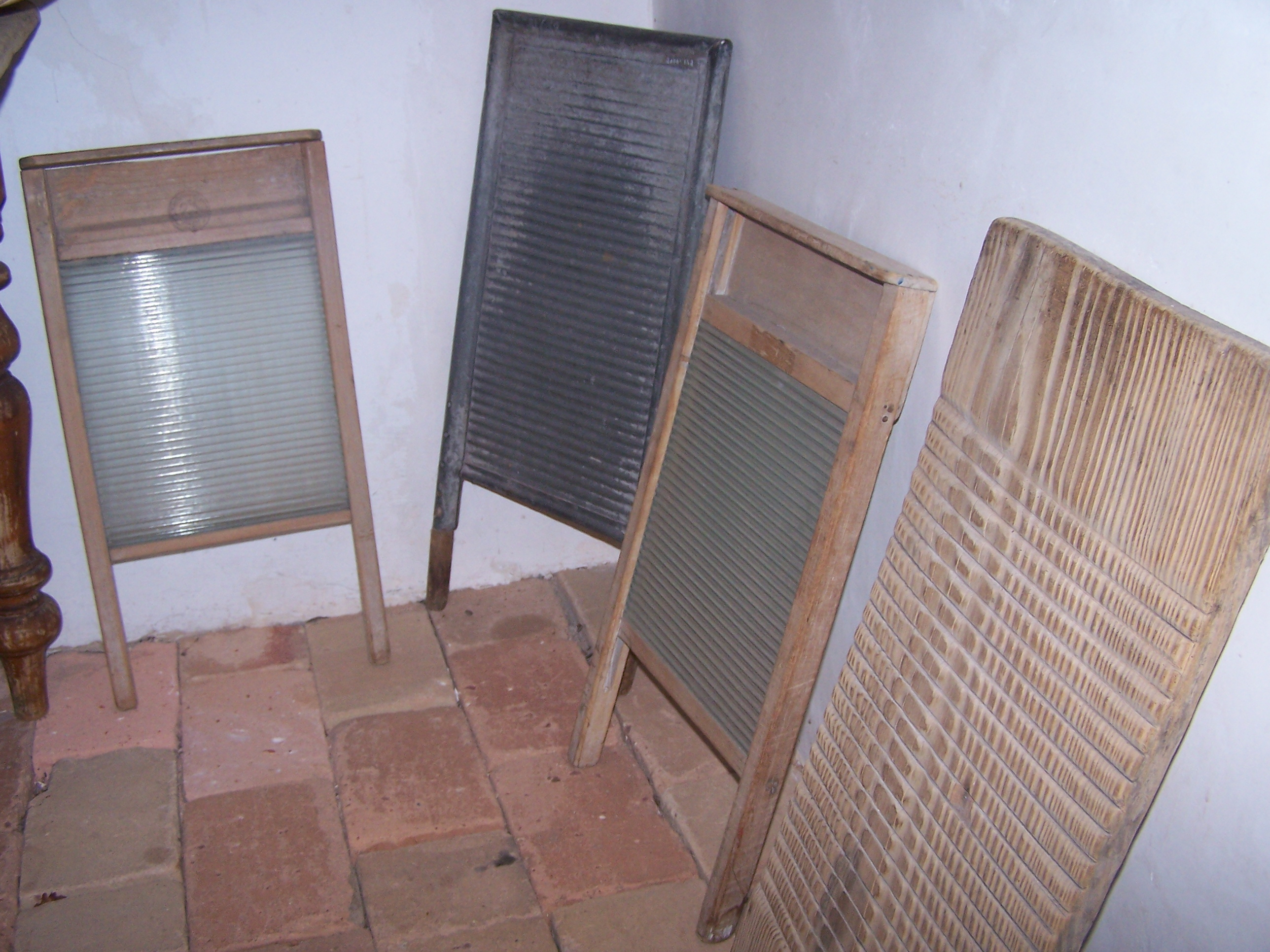
Diferentes tipos de tablas de lavar

Hacer la colada (lavar la ropa) es una necesidad básica en las sociedades civilizadas y, en general, en todas las partes del mundo. En épocas primitivas - antes del agua corriente, las lavadoras y los detergentes- había que ir a lavar la ropa a la orilla del río o en un lavadero .
La ropa se lavaba a mano, con jabón y hacía falta refregar-la y a veces golpearla contra una superficie dura. El objetivo era de hacer penetrar la mezcla de agua y jabón entre las fibras del tejido para conseguir sacar toda la suciedad. Las losas de lavar la ropa eran losas de piedra natural escogidas para presentar una superficie fina y relativamente plana. Las pequeñas irregularidades redondeadas podían ayudar en el proceso de fricción en el lavado.
- En algunos casos se fabricaban especialmente “losas artificiales” en que la superficie de fricción era de madera, aunque el conjunto se seguía llamando "losa"..
- También había “losas artificiales” de plancha metálica ondulada. (Estas losas de metal ondulado han formado parte, como instrumentos de ritmo, en bandas de jazz y blues).(Véase tabla de lavar)[18]
- El lavado a la piedra de pantalones vaqueros y ropa similar es un proceso de desbastado que utiliza el rozamiento de partes localizadas de la prenda de ropa contra una piedra tosca o similar. El objetivo es conseguir un cambio de aspecto de la prenda de ropa, imitando el desgaste natural.

## Losas como trampas de caza

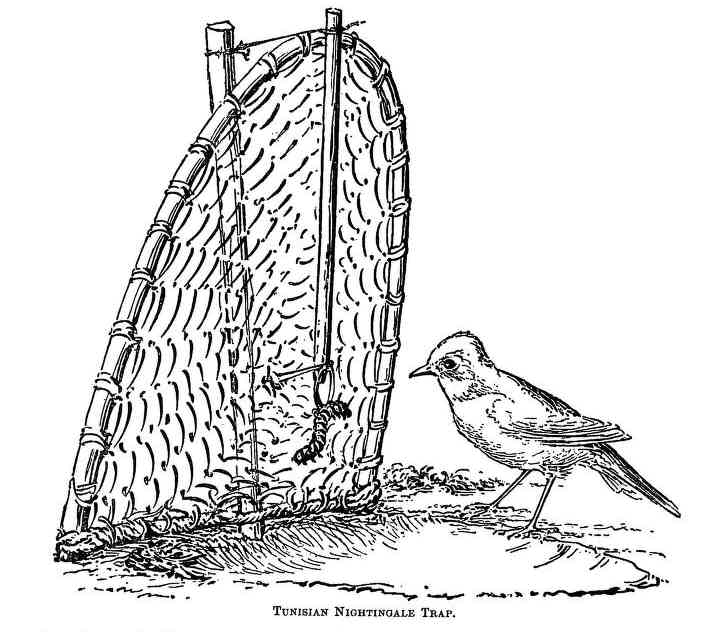
Trampa tunecina para cazar pájaros vivos. Una losa-trampa es muy parecida pero más contundente.

Cazar con losa es un sistema de cazar mediante una trampa. La parte fundamental de la trampa es una losa y preparar esa trampa se denomina “parar la losa”.
- Descripción de la trampa: Una losa de dimensiones adecuadas se pone en posición levantada y formando un cierto ángulo con la horizontal. La losa, en posición inestable, se aguanta mediante unas cuantas ramitas o palillos dispuestos de forma particular. Cómo aquel que dice “a punto de dispararse” ( o desparar-se). Un golpe parada la losa hay que poner un cebo adecuado para atraer el animal que se quiere cazar.
- Cuando el animal (pájaro, conejo,...) prueba de comerse el cebo, si toca cualquier ramita la losa le cae encima y queda atrapado (o aplastado).

## Etimología
“Losa” está documentada desde el siglo XIII. Derivada del prerromano “lausa” (piedra de mineral duro), de origen incierto, probablemente indoeuropeo no ibérico.

### Documentación
- 1281. Cobertizo de la Losa.[22]
- 1285: Hay un documento curioso que habla de la fuga de Jaume II de Mallorca del castillo de Perpiñán. .

- 1801. La primera cita en francés es de 1801, en el Diario de Stendhal.

## El término "losa" en topónimos
A partir del término losa y sus derivados hay una gran cantidad de topónimos.
Algunos hacen referencia a poblaciones:
- Losa de Camatxo
- Losa de Ranes[25]
- Losa del Obispo
- La Losa de la Plana
- Lloseta

En otros casos los topónimos son de accidentes geográficos:
- La Losa del Caballo
- La Llosa del Corralet
- Estanque de la Llosa
- Valle de la Llosa